# Wiktor Lebiediew (dyplomata)
Wiktor Zacharowicz Lebiediew (ros. Виктор Захарович Лебедев; ur. 1900, zm. 1968 w Mińsku) – radziecki dyplomata, Ambasador ZSRR w Polsce w latach 1945–1951.

## Życiorys
W 1922 ukończył wyższą szkołę pedagogiczną w Riazaniu, a w 1925 Uniwersytet Moskiewski. W latach 1929–1940 na stanowisku docenta, kierownika katedry marksizmu-leninizmu na Wszechzwiązkowej Akademii Przemysłu Spożywczego im. Stalina. Od 1940 w komitecie (ministerstwie) spraw zagranicznych ZSRR, początkowo jako radca poselstwa ZSRR w Jugosławii. W latach 1941–1943 zastępca kierownika wydziału międzynarodowego agencji Sowinformbiuro i pracownik ministerstwa w Moskwie (ekspert-konsultant ds. dokumentów dyplomatycznych). Od listopada 1943 do stycznia 1945 ambasador przy rządach emigracyjnych państw sojuszniczych (Jugosławii, Grecji, Norwegii, Luksemburga, Belgii i Holandii).
Od 5 stycznia 1945 do 2 marca 1951 ambasador ZSRR w Polsce. Od czerwca 1951 do sierpnia 1954 szef przedstawicielstwa ZSRR, a następnie, po oficjalnym ustanowieniu ambasady w Helsinkach, do października 1958 ambasador ZSRR w Finlandii. Po powrocie do Moskwy do 1960 ekspert komisji Ministerstwa Spraw Zagranicznych ZSRR ds. publikacji dokumentów dyplomatycznych. Od 1960 do 1965 rektor Wyższej Szkoły Dyplomatycznej przy Ministerstwie Spraw Zagranicznych. Od 1965 na emeryturze.